# Индро Монтанели
Индро Монтанели (на италиански: Indro Montanelli) е италиански журналист, историк и много плодовит писател на произведения в жанра исторически роман, биография, пътепис, мемоари и публицистика.

## Биография и творчество
Индро Алесандро Рафаел Шизогене Монтанели е роден на 22 април 1909 г. във Фучекио, Италия. Баща му Сестилио Монтанели е гимназиален учител по философия, а майка му Мадалена Додоли е дъщеря на богат търговец на памук. Името му е избрано по това на индуския бог Индра. Завършва право в университета на Флоренция през 1930 г. с дипломна работа върху избирателната реформа на фашисткия режим на Бенито Мусолини, и получава диплома по социални науки от Сорбоната. Докато учи език в Гренобъл се насочва към журналистиката.
Започва кариерата си на журналист като пише за фашисткия вестник „Дивакът“ (Il Selvaggio) и през 1932 г. частично за списание „Универсале“ виждайки във фашизма надеждата за движение, което би създало италианско национално съзнание и би разрешило социалните и икономически различия между севера и юга. През 1935 г. обаче Мусолини нарежда закриването на „Универсале“ и на други списания и вестници, които изразяват критични мнения към фашизма. През 1934 г. в Париж започва да пише за криминалните страници на вестник „Пари Соар“, а след това като чуждестранен кореспондент в Норвегия и по-късно в Канада, където работи и във ферма в Алберта. От Канада започва да пише за агенция „Юнайтед Прес“ и прави интервю с Хенри Форд.
През 1935 г. Мусолини нахлува в Абисиния (Втора италианско-етиопска война) и Монтанели се записва доброволец. Докато е в Африка, в продължение на две години, редовно пише за войната на баща си, който, без знанието му, изпраща писмата на един от най-известните журналисти тогава, Уго Оджети, който ги публикува редовно в престижния италиански вестник „Кориере дела Сера“.
След завръщането си в Италия става чуждестранен кореспондент в Испания за всекидневника „Месаджеро“, където преживява Гражданската война в Испания на страната на войските на Франсиско Франко, в които участва и италиански контингент. В този период той споделя една стая с Ким Филби.
Позицията му срещу фашизма води до сериозни конфликти с италианските власти, а членството му във фашистката партия е отменено. През 1938 г. министърът на културата Джузепе Ботай му предлага да работи като директор на Института по култура в Талин, Естония, и преподавател по италиански език в университета в Тарту. Едновременно пише и като чуждестранен кореспондент от Естония и Албания (по време на италианската ѝ анексия) за „Кориере дела Сера“.
На 1 септември 1939 г. Германия напада Полша, и Монтанели е изпратен да докладва от фронта в мерцедес, придружен от германски държавни служители. В близост до град Груджьондз срещат колона немски танкове, като в един от тях е Хитлер, а в колоната са също Алберт Шпеер и скулптора Арно Брекер. Като журналист съобщава за битката край Кроянти и създава мит от нея. След съвместното немско-руско нахлуване в Полша се премества в Литва, но малко след пристигането му в Каунас Съветският съюз издава своя ултиматум на балтийските републики. Той отпътува към Талин, но и Естония е окупирана от Съветския съюз, а той е изгонен от страната заради своите проестонски и прополски статии.
Установява се в Хелзинки, откъдето пише за кратко статии за лапландците и северните елени, преди да започне конфликта със Съветския съюз. Първоначално прави интервю с бъдещия президент на Финландия Юхо Кусти Паасикиви, а след това, по време на Съветско-финландската война в периода 1939 – 1940 г., пише горещи профинландски статии както от фронта, така и от бомбардирания Хелзинки, пишейки за почти митичните начинания в битката при Толваярви и за хора като капитан Паяка, който с 200 лапландци успешно се изправя срещу 40 000 руснаци в северната част на страната. В Италия статиите му за героизма на финландците са добре приети от обществеността, но не и от фашистките лидери, които в това време са в съюз със Съветския съюз. След края на войната е поздравен лично от Карл Густав Манерхейм, че пише в полза на финландската кауза.
Преди завръщането си в Италия става свидетел на нахлуването в Норвегия и е арестуван от германската армия за враждебността си към германо-италианския съюз. С помощта на Видкун Квислинг бяга към северната част на страната, където англичаните и французите дебаркират неуспешно на брега в Нарвик. С влизането на Италия във Втората световна война (юни 1940 г.) Монтанели е изпратен във Франция и на Балканите; след това му е възложена отговорността да следи италианската военна кампания в Гърция и Албания като кореспондент, където остава за известно време и се разболява от тиф.
След като става свидетел на война и разрушения на Балканите, и на катастрофалната италианска инвазия в Гърция, Монтанели се присъединява към италианското съпротивително движение срещу фашисткия режим, включвайки се към либералната нелегална група „Справедливост и свобода“. Там се среща със социалистическия лидер Сандро Пертини (който по-късно е президент на Италия от 1978 до 1985 г.). Отново е заловен от германците и осъден на смърт. В миланския затвор „Сан Виторе“ той се запознава с Майк Бонджорно, който по-късно става една от известните италиански телевизионни личности. В затвора се запознава и с „генерал Дела Ровере“, за когото се твърди, че е бил арестуван по време на тайна мисия на съюзниците, а всъщност е крадец на име Джовани Бертони, шпионин на германците. Но Бертони, увлечен от представянето си на военен герой, не предава никаква информация и е екзекутиран като истински вражески служител. След войната Монтанели посвещава книгата си „Генерал Дела Ровере : Показания на едно дело“ (1959) на този инцидент, а по нея е екранизиран едноименния успешен и награден филм режисиран от Роберто Роселини и с участието на Виторио Де Сика. Спасението му идва в края на 1944 г. с помощта на неизвестни заговорници (по-късно се оказва конспирация под натиска на маршал Манерхайм), които уреждат преместването му в затвор във Верона, а след това на границата с Швейцария.
През 1945 г., докато се укрива в Швейцария, той публикува романа „Три кръста“, който по-късно е издаден на италиански през 1945 г. като „Тук не почиват“ (Qui non-riposano) и получава френската награда за чуждестранна литература. Вдъхновена от „Мостът на Сан Луис Рей“ на Торнтън Уайлдър, историята започва на 17 септември 1944 г., когато свещеник от Вал д'Осола погребва три неизвестни трупа и ги отбелязва с три анонимни кръста.
След войната възобновява кариерата си в „Кориере дела Сера“. Става известен като автор на дълбоко съчувствени статии от Унгария по време на Унгарското въстание от 1956 г. Първите му репортажи го вдъхновяват да напише пиесата „Мечтите умират на разсъмване“, през 1961 г. адаптирана в едноименния филм. През 1959 г. Монтанели интервюира за първи път в историята папа, длъжност по това време, заемана от папа Йоан XXIII, като папата заявява, че е избрал Монтанели защото е атеист, а не католически симпатизант.
През 1972 г. вестник „Кориере дела Сера“ заема лява политика и Монтанели го напуска. Основава и в периода 1973 – 1994 г. ръководи с Енцо Бетиза нов консервативен всекидневник „Джиорнале“. На 2 септември 1977 г. Монтанели е прострелян четири пъти в краката от двама души, командоси от Червените бригади, пред миланското главно управление на „Кориере дела Сера“.
Когато Силвио Берлускони, който от 1977 г. притежава по-голямата част от акциите на „Джиорнале“, влиза в политиката с основаването през 1994 г. на новата популистка политическа партия „Форца Италия“, Монтанели е подложен на силен натиск да смени редакционната си линия на позиция, благоприятна за Берлускони. Имайки лошо за Берлускони, Монтанели напуска и основава нов всекидневник – „Гласът“, който съществува около година. След него се връща в „Кориере дела Сера“. През 1994 г. Монтанели получава наградата за международен редактор на годината от World Press Review. В периода 1995 – 2001 г. е главен редактор на писмата на читатели в „Кориере дела Сера“, отговаряйки на писмо на ден на страница от вестника, известна като „Стаята на Монтанели“. Прекарва последните си години, като се противопоставя енергично на политиката на Силвио Берлускони.
През всичките следвоенни години Монтанели запазва идиосинкратичен и особено недипломатичен стил, дори когато това го прави много непопулярен сред колегите и работодателите му. Това е добре отразено в сборника му с водещи статии от периода 1974 – 1994 г. „Репликата в хора“ (La stecca nel coro) от 1999 г., което се превежда като „Вървя срещу течението“. Единодушно е считан за един от най-великите италиански журналисти на XX век, и е сред „50-те герои на свободата на печата от последните 50 години“ в списъка, съставен от Международния институт за печата през 2000 г.
Индро Монтанели умира от рак на простатата на 22 юли 2001 г. в Милано, Италия. Прахът му е поставен в урна над гроба на майка му във Фучекио.

## Произведения
- Commiato dal tempo di pace (1935)[1]
- XX Battaglione eritreo (1936)
- Primo tempo (1936)
- Guerra e pace in Africa Orientale (1937)
- Ambesà. Racconto (1938)
- Albania una e mille (1939)
- Giorno di festa (1939)
- Vecchia e nuova Albania (1939)
- I cento giorni della Finlandia (1940)
- Gente qualunque. Racconti di Indro Montanelli (1942)
- Guerra nel fiordo (1942)
- La lezione polacca (1942)
- Qui non-riposano (1945)
- Il buonuomo Mussolini (1947)
- L'illustre concittadino (1949) – с Марио Лучани
- Morire in piedi. Rivelazioni sulla Germania segreta 1938 – 1945 (1949)
- Padri della Patria (1949) – за Уинстън Чърчил, Антониу ди Оливейра Салазар, Франсиско Франко, Алчиде де Гаспери, Чезаре Мария де Веки
- Mio marito, Carlo Marx (1954)
- Andata e ritorno (1955)
- Lettere a Longanesi e ad altri nemici (1955)
- Addio, Wanda! Rapporto Kinsey sulla situazione italiana (1956)
- Storia di Roma. Narrata da Indro Montanelli ai ragazzi dai nove ai novant'anni (1957) – с 51 гравюри от Колет Росели
История на Рим, изд. „Кама“ (2007), прев. Иван Попов
- Il generale Della Rovere. Istruttoria per un processo (1959)
Генерал Дела Ровере : Показания на едно дело, изд.: ОФ, София (1963), прев. Петър Драгоев
- Storia dei Greci (1959)
- Reportage su Israele (1960)
- Garibaldi (1962) – с Марко Ноца
- Gente qualunque 1963)
- Dante e il suo secolo (1964)
- L'Italia dei secoli bui. Il Medio Evo sino al Mille (1965) – с Роберто Джервасо
- L'Italia dei Comuni. Il Medio Evo dal 1000 al 1250 (1966) – с Роберто Джервасо
- L'Italia dei secoli d'oro. Il Medio Evo dal 1250 al 1492 (1967) – с Роберто Джервасо
- L'Italia della Controriforma: 1492-1600 (1968) – с Роберто Джервасо[4]
- L'Italia del Seicento: 1600-1700 (1969) – с Роберто Джервасо[5]
- Per Venezia (1970)
- Rumor visto da Montanelli (1970)
- Venezia. Caduta e salvezza (1970) – с Джузепе Самона и Франческо Валкановер
- L'Italia del Settecento: 1700-1789 (1970) – с Роберто Джервасо[6]
- I. Montanelli-Umberto Baldini, Arturo Checchi a Fucecchio (1971)
- L'Italia giacobina e carbonara: 1789-1831 (1971)[7]
- L'Italia del Risorgimento: 1831-1861 (1972)[8]
- L'Italia dei notabili: 1861-1900 (1973)[9]
- L'Italia di Giolitti: 1900-1920 (1974)[10]
- I libelli, (1975) – съдържа Mio Marito Karl Marx; Il buonuomo Mussolini; Addio, Wanda!
- Il generale Della Rovere. Introduzione di Geno Pampaloni (1975)
- I Protagonisti (1976)
- L'Italia in camicia nera : 1919-3 gennaio 1925 (1976)[11]
- Controcorrente (978)
- Cronache di guerra (1978) – съдържа La lezione polacca; I cento giorni della Finlandia; Guerra nel fiordo
- Se io fossi, come Averroè (1978)
- L'Italia littoria: 1925–1936 (1979) – с Марио Черви[12]
- Controcorrente. Volume secondo (1980)
- Due secoli di guerre (1980) – с Марио Черви
- L'archivista. Tra cronaca e storia (1980) – с Марчело Сталиено и Ренато Бесана
- L'Italia dell'Asse : 1936-10 giugnio 1940 (1980) – с Марио Черви[13]
- Incontri italiani (1982)
- L'Italia della disfatta 10 giugno 1940 – 8 settembre 1943 (1982) – с Марио Черви[14]
- L'Italia della guerra civile (1983) – с Марио Черви[15]
- Leo Longanesi (1984) – с Марчело Сталиено
- L'Italia della Repubblica: 2 giugno 1946-18 aprile 1948 (1985) – с Марио Черви[16]
- L'energia e la storia (1986) – с Марио Черви
- Professione verità (1986)
- Sommario di storia d'Italia dall'Unità ai giorni nostri (1986) – с Паоло Гранзото
- Controcorrente 1974–1986 (1987)[17]
- Figure & figuri del Risorgimento (1987)
- L'Italia del miracolo: 14 luglio 1948 – 19 agosto 1954 (1987) – с Марио Черви[18]
- Montanelli narratore. Da Giorno di festa a Qui non riposano, da Paura a Gallarate a Gente qualunque (1988)
- Ritratti (1988)
- L'Italia dei due Giovanni: 1955–1965 (1989) – с Марио Черви[19]
- Milano Ventesimo secolo. Storia della capitale morale da Bava Beccaris alle Leghe (2000) – с Марио Черви
- Caro direttore. Il meglio della rubrica "La parola ai lettori", 1974-1977 (1991)[20]
- Firenze (1991)
- L'Italia degli anni di piombo: 1965–1978 (1991) – с Марио Черви[21]
- Dentro la Storia. Finlandia 1939-40. Ungheria 1956 (1992)
- Il testimone (1992)
- Il meglio di Controcorrente. 1974-1992 (1993)
- L'Italia degli anni di fango (1993) – с Марио Черви
- Caro Lettore. Il meglio della rubrica «La parola ai lettori», 1978-1981 (1994)[22]
- Istantanee. Figure e Figuri della Prima Repubblica (1994)
- Eppur si muove. Cambiano gli italiani? (1995) – с Бениамино Плачидо
- Una voce poco fa (1995)[23]
- L'Italia di Berlusconi: 1993–1995 (1995) – с Марио Черви[24]
- L'Italia dell'Ulivo (1995-1997) (1997) – с Марио Черви[25]
- Le Stanze. Dialoghi con gli italiani (1998)
- L'Italia del Novecento (1998) – с Марио Черви
- La stecca nel coro. 1974 – 1994: una battaglia contro il mio tempo (1999)
- Opera all'Arena (2000)
- L'Italia del Millennio. Sommario di dieci secoli di storia (2000) – с Марио Черви

### Поредица „Запознанства“ (Incontri)
- Pantheon minore (1950)[1]
- Tali e quali (1951)
- I rapaci in cortile (1952)
- Busti al Pincio (1953)
- Facce di bronzo (1955)
- Belle figure. (1959)
- Tagli su misura (1960)

### Пиеси
В периода 1937 – 1965 г. е автор на около десет пиеси, поставени от различни театри в Милано, Рим и Торино.
- L'idolo (1937)
- Lo specchio delle vanità (1942)
- L'illustre concittadino (1949) – с Марио Лучани
- Resisté (1955)
- Cesare e Silla (1956)
- Viva la dinamite! (1960)
- I sogni muoiono all'alba (1960)
- Kibbutz (1961).
- Il petto e la coscia (1964)
- Il vero generale Della Rovere (1965)

### Екранизации
- 1947 Tombolo, paradiso nero
- 1959 Генерал Дела Ровере, Il generale Della Rovere – с Виторио Де Сика
- 1961 I sogni muoiono all'alba – с Леа Масари, режисьор
- 1967 Die Rolle seines Lebens – тв филм, по „Генерал Дела Ровере“
- 1993 Hajnalban meghalnak az álmok – тв филм
- 1994 Eppur si muove – тв сериал, 10 епизода

## Книги за него
- Indro Montanelli. Una biografia (1909 – 2001) – от Сандро Герби и Рафаел Лиучи (2014)